# Antonio José

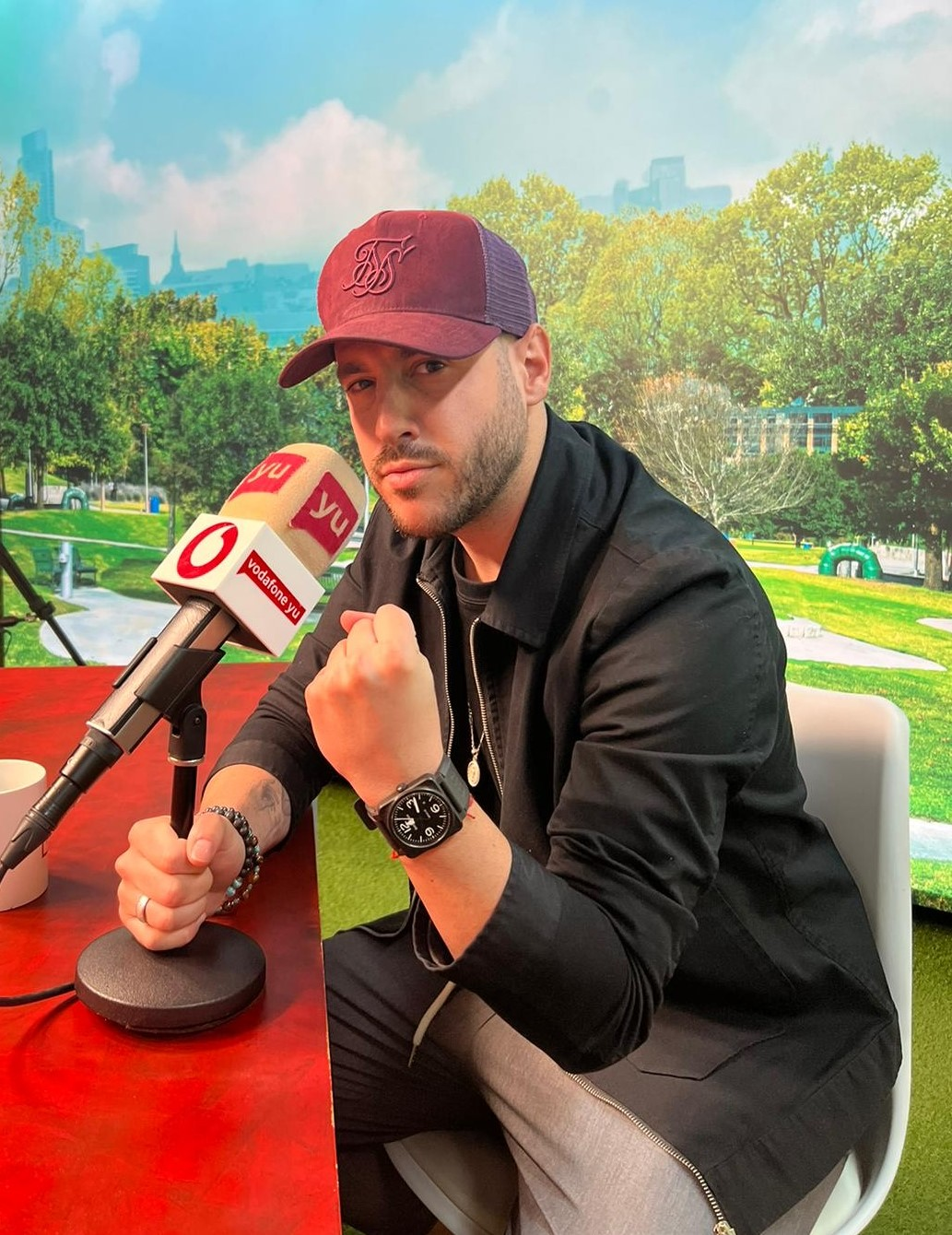
Antonio José (2022)

Antonio José Sánchez Mazuecos (* 2. Januar 1995 in Palma del Río) ist ein spanischer Popsänger aus der Provinz Córdoba. Er wurde 2015 als Sieger der dritten Staffel von La Voz, der spanischen Ausgabe von The Voice, bekannt.

## Biografie
In seiner Kindheit kam Antonio José durch seinen Vater, der auch die lokale Mannschaft trainierte, zum Fußball. In seiner Altersklasse wurde er spanischer Vizemeister im Futsal. Auf Drängen seiner Mutter nahm er mit acht Jahren erstmals als Sänger an einer Castingshow teil. Bei dem bekannten Jugendwettbewerb Veo-Veo belegte er Platz 2. 2005 trat er dann bei Eurojunior im Fernsehen auf. Er gewann als Zehnjähriger mit seinem Lied Te traigo flores diesen Vorentscheid und vertrat danach Spanien beim Junior Eurovision Song Contest. Dort belegte er mit drei Punkten Rückstand auf den Sieger Platz 2. Sein nach dem Song benanntes Debütalbum kam auch in die spanischen Charts.
Sein zweites Album veröffentlichte der Andalusier 2009. Todo vuelve a empezar war zwar nicht so erfolgreich wie der Vorgänger, mit dem Lied Junto a ti wurde er aber auf einem Lateinamerika-Festival in San Francisco für den besten Popsong ausgezeichnet.
Nach weiteren Singleveröffentlichungen nahm Antonio José im Sommer 2015 an der Castingshow La Voz teil. Er bewarb sich mit dem Song Ya lo sabes von Coach Antonio Orozco und wurde von diesem in sein Team geholt. In den weiteren Runden wurde er jeweils vom Publikum weitergewählt und mit 76 % der Stimmen erreichte er im Halbfinale das beste Ergebnis aller Teilnehmer. Als Favorit gewann er dann auch das Finale, in dem er unter anderem mit Orozco den Sommerhit El perdón (im Original von Nicky Jam und Enrique Iglesias) sang. Das unmittelbar nach der Show veröffentlichte Album El viaje nahm Platz eins der Charts ein.

## Diskografie

### Alben
| Jahr | Titel Musiklabel                       | Höchstplatzierung, Gesamtwochen, AuszeichnungChartsChartplatzierungen (Jahr, Titel, Musiklabel, Platzierungen, Wochen, Auszeichnungen, Anmerkungen) | Anmerkungen                              |
| Jahr | Titel Musiklabel                       | ES | Anmerkungen                              |
| ---- | -------------------------------------- | --- | ---------------------------------------- |
| 2005 | Te traigo flores Valu Music            | ES40 (9 Wo.)ES |                                          |
| 2009 | Todo vuelve a empezar Clipper’s Sounds | — | Erstveröffentlichung: 1. Juni 2009       |
| 2015 | El viaje Universal Music               | ES1 ×2Doppelplatin · (64 Wo.)ES | Erstveröffentlichung: 24. Juli 2015      |
| 2016 | Senti2 Universal Music                 | ES1 Gold · (56 Wo.)ES | Erstveröffentlichung: 8. Juli 2016       |
| 2017 | A un milímetro de ti Universal Music   | ES1 Platin · (83 Wo.)ES | Erstveröffentlichung: 18. Oktober 2017   |
| 2019 | Antídoto Universal Music               | ES1 Gold · (32 Wo.)ES | Erstveröffentlichung: 7. November 2019   |
| 2021 | Fénix Universal Music                  | ES2 (12 Wo.)ES | Erstveröffentlichung: 11. November 2021  |
| 2023 | El pacto Universal Music               | ES3 (6 Wo.)ES | Erstveröffentlichung: 22. September 2023 |

### Singles
| Jahr | Titel Album                          | Höchstplatzierung, Gesamtwochen, AuszeichnungChartsChartplatzierungen (Jahr, Titel, Album, Platzierungen, Wochen, Auszeichnungen, Anmerkungen) | Anmerkungen                                            |
| Jahr | Titel Album                          | ES | Anmerkungen                                            |
| ---- | ------------------------------------ | --- | ------------------------------------------------------ |
| 2015 | Ya lo sabes El viaje                 | ES58 (1 Wo.)ES | Beitrag aus La Voz                                     |
| 2015 | Por fin El viaje                     | ES95 (1 Wo.)ES | Beitrag aus La Voz                                     |
| 2015 | El perdón El viaje                   | ES58 Gold · (9 Wo.)ES | Beitrag aus La Voz                                     |
| 2015 | De qué manera El viaje               | ES69 Gold · (18 Wo.)ES | Beitrag aus La Voz                                     |
| 2015 | El arte de vivir El viaje            | ES51 Gold · (15 Wo.)ES | Beitrag aus La Voz                                     |
| 2016 | Contigo Senti2                       | ES88 Gold · (3 Wo.)ES |                                                        |
| 2017 | Tú me obligaste A un milímetro de ti | ES14 ×2Doppelplatin · (38 Wo.)ES | Erstveröffentlichung: 5. Mai 2017 mit Cali y El Dandee |
| 2017 | Me haces falta A un milímetro de ti  | ES58 Platin · (11 Wo.)ES | Erstveröffentlichung: 27. Oktober 2017                 |
| 2018 | Se vive mejor A un milímetro de ti   | ES57 (5 Wo.)ES | Erstveröffentlichung: 7. Juni 2018 mit Juan Magan      |
| 2018 | Solo dime A un milímetro de ti       | ES85 (1 Wo.)ES | Erstveröffentlichung: 27. September 2018               |
| 2019 | Me equivocaré Antídoto               | ES37 Platin · (21 Wo.)ES | Erstveröffentlichung: 26. September 2019               |
| 2021 | Lo que hará mi boca Fénix            | ES97 Platin · (1 Wo.)ES | Erstveröffentlichung: 9. November 2021 mit Morat       |
| 2023 | La noche perfecta El pacto           | ES99 Platin · (2 Wo.)ES | Erstveröffentlichung: 1. September 2023                |

Weitere Singles
- 2005: Te traigo flores
- 2006: Mal de amores
- 2006: Yo cantaré
- 2008: Cuéntame
- 2010: Junto a ti
- 2011: Vuelve a mi
- 2011: La chica del parque
- 2014: Siento por ti
- 2014: Nada de ti
- 2015: Cuatro vidas
- 2017: A un milímetro de ti (ES: Platin)
- 2017: Tu boca (ES: Gold)
- 2018: Ve y dile (mit Nyno Vargas, ES: Platin)
- 2020: Antídoto (mit Greeicy)
- 2024: Ya se me olvidó (mit Denise Rosenthal, ES: Gold)